# Harmanecký Hlboký jarok
Harmanecký Hlboký jarok este o arie protejată (arie specială de conservare — SAC, sit de importanță comunitară — SCI) din Slovacia întinsă pe o suprafață de 50,53 ha, integral pe uscat.

## Localizare
Centrul sitului Harmanecký Hlboký jarok este situat la coordonatele 48°49′14″N 19°00′32″E / 48.820556°N 19.008889°E.

## Înființare
Situl Harmanecký Hlboký jarok a fost declarat sit de importanță comunitară în aprilie 2004 pentru a proteja un număr necunoscut de specii din flora spontană și fauna sălbatică aflate în arealul zonei. Situl a fost protejat și ca arie specială de conservare în martie 2004.

## Biodiversitate
Situată în ecoregiunea alpină, aria protejată conține 2 habitate naturale: Păduri de fag din Europa Centrală dezvoltate pe sol calcaros cu Cephalanthero-Fagion, Păduri de fag Asperulo-Fagetum.
La baza desemnării sitului se află un număr nedeclarat de specii protejate.
Pe lângă speciile protejate, pe teritoriul sitului au mai fost identificate 1 specie de plante, 4 specii de amfibieni, 2 specii de mamifere.